# Lindan
1,2,3,4,5,6-hexaclocyclohexan hay hexacloran hay linđan (lindane) là 1 hợp chất hoá học có công thức phân tử C6H6Cl6. Chất này độc đối với người và động vật.

## Điều chế
1,2,3,4,5,6-hexachlorxichlorhexan được điều chế bằng cách cho benzen cộng hợp với chlor trong điều kiện có ánh sáng

## Ứng dụng
1,2,3,4,5,6-hexachlorxichlorhexan là thành phần của "thuốc trừ sâu 666". Có thời người ta dùng dung dịch lin-đan làm nước tắm cho trâu bò do giá rất rẻ, hoặc dùng một phần lin-đan nồng độ 15% trộn với 15 phần nước hoặc với vaseline rồi bôi lên da để chữa ghẻ hoặc dùng pha nước gội đầu để diệt chấy.

## Ảnh hưởng lên sức khỏe và môi trường
1,2,3,4,5,6-hexachlorxichlorhexan là chất độc với cơ thể người và động vật đồng thời cũng là chất phân huỷ chậm. Năm 2009, linđan bị đưa vào danh sách của Công ước Stockholm về các chất ô nhiễm hữu cơ khó phân hủy.